# Nueil-sous-Faye
Nueil-sous-Faye és un municipi francès situat al departament de la Viena i a la regió de la Nova Aquitània. L'any 2007 tenia 246 habitants.

## Demografia

### Població
El 2007 la població de fet de Nueil-sous-Faye era de 246 persones. Hi havia 96 famílies de les quals 24 eren unipersonals (16 homes vivint sols i 8 dones vivint soles), 44 parelles sense fills, 20 parelles amb fills i 8 famílies monoparentals amb fills.
La població ha evolucionat segons el següent gràfic:
Habitants censats

### Habitatges
El 2007 hi havia 166 habitatges, 108 eren l'habitatge principal de la família, 42 eren segones residències i 16 estaven desocupats. 160 eren cases i 6 eren apartaments. Dels 108 habitatges principals, 90 estaven ocupats pels seus propietaris, 10 estaven llogats i ocupats pels llogaters i 8 estaven cedits a títol gratuït; 2 tenien una cambra, 12 en tenien dues, 21 en tenien tres, 24 en tenien quatre i 49 en tenien cinc o més. 66 habitatges disposaven pel capbaix d'una plaça de pàrquing. A 39 habitatges hi havia un automòbil i a 54 n'hi havia dos o més.

### Piràmide de població
La piràmide de població per edats i sexe el 2009 era:
| Homes | Edats   | Dones |
| ----- | ------- | ----- |
| 0     | 95 o +  | 0     |
| 4     | 90 a 94 | 0     |
| 4     | 85 a 89 | 4     |
| 4     | 80 a 84 | 8     |
| 4     | 75 a 79 | 0     |
| 12    | 70 a 74 | 12    |
| 8     | 65 a 69 | 8     |
| 12    | 60 a 64 | 16    |
| 12    | 55 a 59 | 0     |
| 4     | 50 a 54 | 8     |
| 4     | 45 a 49 | 4     |
| 8     | 40 a 44 | 4     |
| 8     | 35 a 39 | 8     |
| 0     | 30 a 34 | 8     |
| 8     | 25 a 29 | 16    |
| 0     | 20 a 24 | 0     |
| 0     | 15 a 19 | 4     |
| 4     | 10 a 14 | 4     |
| 8     | 5 a 9   | 0     |
| 4     | 0 a 4   | 4     |

## Economia
El 2007 la població en edat de treballar era de 139 persones, 96 eren actives i 43 eren inactives. De les 96 persones actives 83 estaven ocupades (52 homes i 31 dones) i 13 estaven aturades (6 homes i 7 dones). De les 43 persones inactives 28 estaven jubilades, 9 estaven estudiant i 6 estaven classificades com a «altres inactius».

### Ingressos
El 2009 a Nueil-sous-Faye hi havia 110 unitats fiscals que integraven 249 persones, la mediana anual d'ingressos fiscals per persona era de 14.603 €.

### Activitats econòmiques
Dels 9  establiments que hi havia el 2007, 3 eren d'empreses de construcció, 2 d'empreses de comerç i reparació d'automòbils, 1 d'una empresa d'hostatgeria i restauració i 3 d'empreses de serveis.
Dels 2 establiments de servei als particulars que hi havia el 2009, 1 era un taller de reparació d'automòbils i de material agrícola i 1 fusteria.
L'any 2000 a Nueil-sous-Faye hi havia 15 explotacions agrícoles que ocupaven un total de 1.136 hectàrees.

## Poblacions més properes
El següent diagrama mostra les poblacions més properes.